# Flippie van Vuuren
Pour les articles homonymes, voir Van Vuuren.
Flippie van Vuuren (né le 16 juillet 1971) est un athlète sud-africain, spécialiste du saut en hauteur. 

## Biographie
Il remporte le titre des championnats d'Afrique de 1993, à Durban en Afrique du Sud, en établissant la meilleure marque de sa carrière avec 2,22 m.

### Palmarès
| Date | Compétition            | Lieu   | Résultat | Épreuve         | Performance |
| ---- | ---------------------- | ------ | -------- | --------------- | ----------- |
| 1993 | Championnats d'Afrique | Durban | 1er      | Saut en hauteur | 2,22 m      |

### Records
| Épreuve         | Performance | Lieu   | Date         |
| --------------- | ----------- | ------ | ------------ |
| Saut en hauteur | 2,22 m      | Durban | 25 juin 1993 |